# Макдермид, Хизер
Хизер Джейн Макдермид (англ. Heather Jane McDermid; род. 17 октября 1968, Калгари, Альберта) — канадская гребчиха, выступавшая за сборную Канады по академической гребле во второй половине 1990-х годов. Серебряная и бронзовая призёрка летних Олимпийских игр, обладательница бронзовой медали чемпионата мира, победительница и призёрка многих регат национального значения.

## Биография
Хизер Макдермид родилась 17 октября 1968 года в городе Калгари, провинция Альберта, Канада.
Изначально занималась лёгкой атлетикой, была специалисткой по бегу на 800 метров — по спортивной стипендии поступила в Университет Райса в США, в 1989 и 1990 годах дважды получала статус всеамериканской спортсменки. Однако из-за травмы лодыжки вынуждена была оставить лёгкую атлетику и перешла в академическую греблю, где сразу же стала показывать высокие результаты, в частности в 1994 году вошла в состав канадской национальной сборной.
Благодаря череде удачных выступлений удостоилась права защищать честь страны на летних Олимпийских играх 1996 года в Атланте. В составе экипажа, куда также вошли гребчихи Тоша Тсанг, Анна ван дер Камп, Джессика Монро, Эмма Робинсон, Мария Мондер, Тереза Люк, Элисон Корн и рулевая Лесли Томпсон, показала второй результат в восьмёрках, уступив более четырёх секунд команде из Румынии — тем самым завоевала серебряную олимпийскую медаль.
После атлантской Олимпиады Макдермид осталась в составе гребной команды Канады на ещё один олимпийский цикл и продолжила принимать участие в крупнейших международных регатах. Так, в 1999 году в восьмёрках она выиграла бронзовые медали на этапах Кубка мира в Вене и Люцерне, в той же дисциплине получила бронзу и на домашнем мировом первенстве в Сент-Катаринсе.
Находясь в числе лидеров канадской национальной сборной, благополучно прошла отбор на Олимпийские игры 2000 года в Сиднее. Совместно с такими гребчихами как Баффи Александер, Хизер Дэвис, Элисон Корн, Тереза Люк, Эмма Робинсон, Ларисса Бизенталь, Дорота Урбаняк и Лесли Томпсон показала третий результат в восьмёрках, финишировав позади экипажей из Румынии и Нидерландов — таким образом добавила в послужной список бронзовую олимпийскую награду. 
Сразу по окончании этих соревнований приняла решение завершить спортивную карьеру. За выдающиеся спортивные достижения в 2009 году была введена в Зал славы спорта Альберты.